# Cappel (Blomberg)
Cappel ist seit 1970 eine von 19 Ortschaften der lippischen Stadt Blomberg in Nordrhein-Westfalen in Deutschland.

## Geographie
Cappel liegt etwa acht Kilometer westlich des Blomberger Stadtzentrums. In Cappel gibt es auf 2,81 km² Fläche 552 Einwohner, das entspricht einer Bevölkerungsdichte von 196 Einwohnern/km². Den Mittelpunkt des Dorfes bildet außer der Kirche die 1992 umgebaute alte Dorfschule, die den Vereinen als Versammlungsort dient.

## Geschichte
Vermutlich um 800 n. Chr. wurde hier eine Kapelle in der Nähe eines Brunnens errichtet, wahrscheinlich die erste christliche Kirche und Gemeinde in Lippe. Eine Urkunde aus dem Jahr 1366 gibt darüber Auskunft, dass Cappel einer der Amtssitze (Verwaltungsstellen) des lippischen Landesherrn Bernhard V. war. Bis 1590 trafen sich in Cappel die Vertreter der lippischen Städte und Adelsgüter, die sogenannten Landstände, um sich mit dem Landesherrn zu beraten.
1538 wurde in Cappel die neue, nach hessischem Vorbild gestaltete, lutherische Kirchenverfassung verabschiedet und in ganz Lippe eingeführt.
Im Jahr 1605 erfolgte dann die zweite Reformation in der Grafschaft Lippe: Landesherr Graf Simon VI. ordnete an, in allen Städten und Gemeinden, somit auch Cappel, das evangelisch-reformierte Bekenntnis nach Johannes Calvin einzuführen.
Im Verlauf des Dreißigjährigen Krieges, am 8. September 1636, wurde die Kirche von durchziehenden schwedischen Truppen geplündert und niedergebrannt. Es blieb nur der massive Unterbau des Kirchturms erhalten. Auf dem alten Grundriss wurde eine neue Kirche errichtet. Sie war allerdings so schlecht konstruiert, dass das Kirchenschiff am 22. Juli 1827 kurz nach Beendigung des Gottesdienstes einstürzte. Eine neue Kirche im klassizistischen Stil wurde unverzüglich wieder aufgebaut und zwei Jahre später eingeweiht.

### 20. Jahrhundert
Am 1. Januar 1970 wurde Cappel durch das Gesetz zur Neugliederung des Kreises Detmold in die Stadt Blomberg eingegliedert. Der Kreis Detmold mit Cappel bzw. Blomberg ging am 1. Januar 1973 im Zuge der nordrhein-westfälischen Kreisreform im Rahmen des Bielefeld-Gesetzes durch Vereinigung mit dem Kreis Lemgo im heutigen Kreis Lippe auf.

### Ortsname
Cappel wurde im 13. Jahrhundert als Cappelen bzw. Cappele im Driburger Lehnsregister erstmals schriftlich erwähnt.
Im Laufe der Jahrhunderte sind folgende Versionen ebenfalls als Ortsnamen belegt: Kappeln (1363), Kappele (1394), Cappeln (1430 bis 1480), Cappelde (um 1451, in einer Archidiakonatsliste), Cappelde (1502), Kappellen (1513), Cappelde (1589/90, im Landschatzregister), Cappell (um 1620, im Salbuch), Cappel (1714), Cappeln (um 1758) sowie Käppel (1874).

## Politik
Der derzeitige Ortsvorsteher ist Dietmar Albrecht (Stand: 18. Dezember 2008).

## Wirtschaft und Infrastruktur

### Straßenverkehr
Durch Cappel verläuft die Landesstraße 758 (Landesgrenze zu Niedersachsen – Bösingfeld – Barntrup – Cappel – Detmold – Augustdorf – Stukenbrock). Von ihr zweigen die Landesstraße 943 sowie die Kreisstraßen 79 (L 758 in Cappel – Mossenberg – L 712) und 81 (K 89 in Dalborn – Kleinenmarpe – K 80 – L 758 in Cappel) ab.

## Kultur und Sehenswürdigkeiten

### Religion

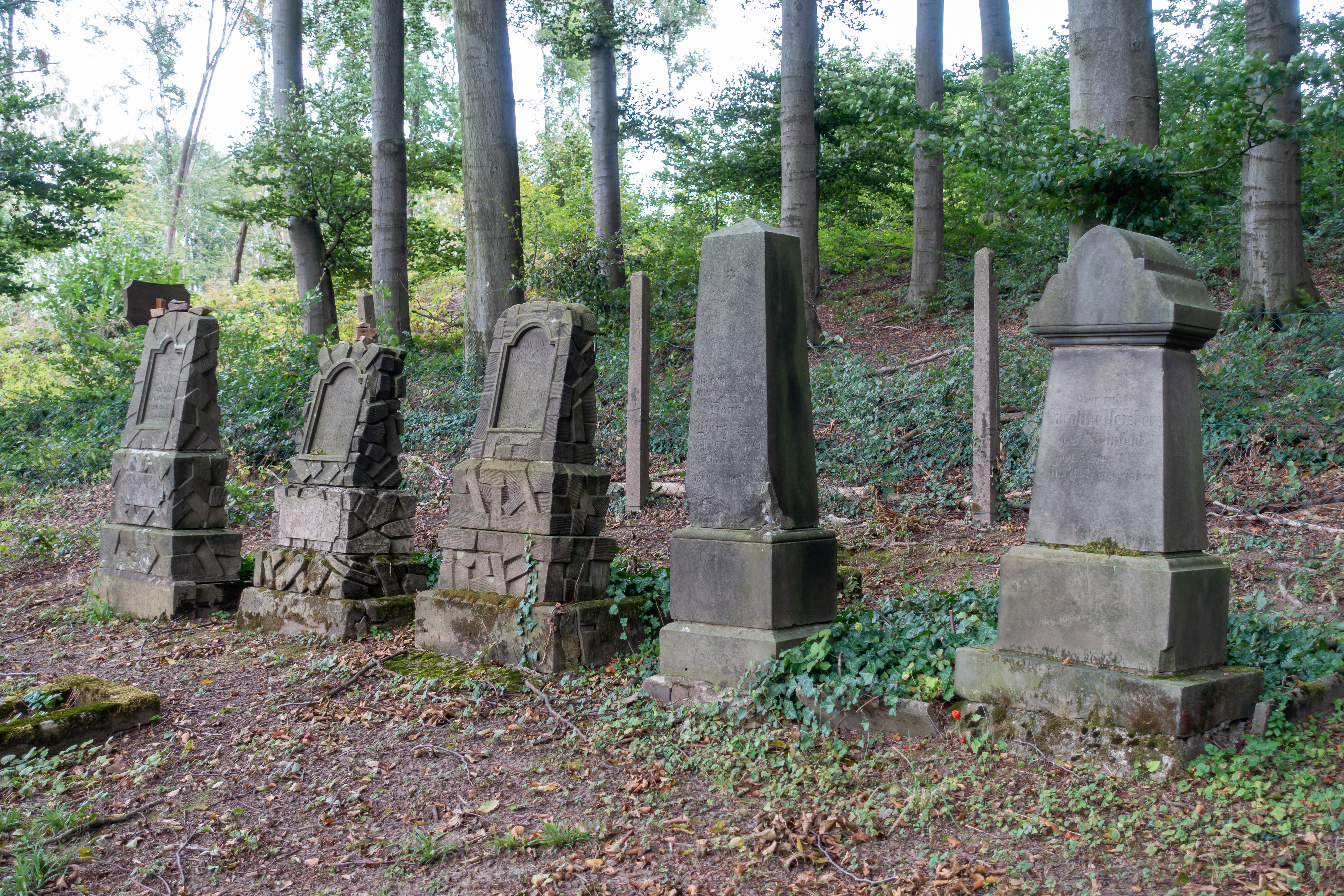
Jüdischer Friedhof

Die in Großenmarpe, Kleinenmarpe, Cappel, Mossenberg und Eschenbruch lebenden Juden errichteten in den Jahren 1844/45 eine Synagoge in Cappel. Aufgrund des immer schwächer werdenden Besuchs aus der jüdischen Gemeinde wurde die Synagoge schließlich verkauft und 1896 abgerissen. Der ehemalige Jüdische Friedhof Cappel auf dem Meierberg steht heute unter Denkmalschutz.

### Regelmäßige Veranstaltungen
Jedes Jahr findet das „Lockfest“ statt, das immer im Sommer viele Besucher anlockt, die dann die Klänge bekannter Musik-Titel genießen. Wiederkehrende Veranstaltungen sind außerdem das „Mai-Singen“ des Männergesangvereins, das Sportfest, ein Boßel-Turnier und ein Weihnachtsmarkt. Dazu kommt die Dorfmeisterschaft in Kniffel und Darts, die der Ziegler- und Handwerkerverein Cappel-Mossenberg-Wöhren veranstaltet.

### Sport
Seit Beginn der 1980er Jahre ist Cappel ein attraktiver Ort für Golfspieler geworden. Der Lippische Golfclub betreibt am Dorfrand eine 18-Loch-Anlage. Darüber hinaus gibt es das Waldstadion nicht nur für Fußballspieler und mehrere Tennisplätze.